# Hurricane (пісня The Click)
«Hurricane» — перший сингл з другого студійного альбому гурту The Click Game Related. Пісня, спродюсована Studio Ton, стала найпопулярнішим окремком групи. Сингл посів 63-тє місце чарту Billboard Hot 100 та 4-ту сходинку чарту Hot Rap Singles. Наприкінці 1996 р. він займав 48-ме місце чарту Hot Rap Singles. Заголовок пісні походить від алкогольного коктейлю з цією ж назвою.

## Список пісень

### Сторона А
1. «Hurricane» (LP Version) — 4:21
2. «Hurricane» (Instrumental) — 4:18
3. «Hurricane» (Acapella) — 4:19

### Сторона Б
1. «Hurricane» (Remix) — 4:24
2. «Hurricane» (Remix Instrumental) — 4:23
3. «Actin' Bad» — 4:26

## Чартові позиції
| Чарт (1995/1996)                      | Найвища позиція |
| ------------------------------------- | --------------- |
| US Billboard Hot 100                  | 63              |
| US Hot Rap Singles                    | 4               |
| US Hot R&B/Hip-Hop Singles & Tracks   | 31              |
| US Hot Dance Music/Maxi-Singles Sales | 33              |
| US Rhythmic Top 40                    | 40              |